# Хадзииоаннидис, Георгиос
Георгиос Хадзииоаннидис (греч. Γεώργιος Χατζηιωαννίδης, урождённый Георгий Петрович Хаджиониди; род. 22 февраля 1952, Кентау, Южно-Казахстанская область) — греческий борец вольного стиля, бронзовый призёр Олимпийских игр.

## Биография
Родился в г. Кентау в Казахской ССР в 1952 году в семье этнических греков.
В 1967 году вместе с семьёй репатриировался в Грецию. В 1968 году начал заниматься борьбой, как и многие репатрианты (например Бабис Холидис) в клубе Atlas Kalithea в Афинах.
В 1970 году занял пятое место на чемпионате Европы в возрастной категории espoir. В 1971 году был пятым на турнире в Стамбуле, в 1972 году вторым на турнире в Триесте.
На Олимпийских играх 1972 года выступал в соревнованиях по вольной борьбе в легчайшем весе, проиграв две встречи из трёх, из турнира выбыл.
В 1973 году был вторым на чемпионате Балкан, четвёртым на чемпионате Европы, в 1974 и 1975 годах — пятым. В 1975 году стал серебряным призёром Средиземноморских игр. В 1976 был вторым на турнире в Констанце.
На Олимпийских играх 1976 года выступал в соревнованиях по вольной борьбе в легчайшем весе, выиграв три и проиграв две встречи, остался на седьмом месте.
В 1977 году выиграл турнир в Югославии и опять был пятым на чемпионате Европы, в 1978 году только восьмым. В 1978 был вторым на турнире в Клермон-Ферране, пятым в Неаполе, победил на турнире в Афинах. В 1979 году победил на турнирах в Линце, Афинах и Югославии, снова стал серебряным призёром Средиземноморских игр. В 1980 году был пятым на чемпионате Европы, вторым на турнире в Афинах и третьим на турнире в Клермон-Ферране.
На Олимпийских играх 1980 года выступал в соревнованиях по вольной борьбе в полулёгком весе и завоевал бронзовую медаль Олимпийских игр. Борец поехал в Москву по двум причинам: собственно для выступления и для операции на мениске. Выступал с больным коленом, которое от встречи к встрече распухало всё больше и последние встречи были уже пыткой.
После 1980 году оставил карьеру, став тренером. С 1981 по 1996 год тренировал разные возрастные группы сборной Греции, был главным тренером национальной сборной. Под его руководством мужская сборная Греции завоевала 12 медалей Средиземноморских игр, серебряную медаль чемпионата Европы (1987), три серебряные медали чемпионатов мира (1987, 1989, 1991)